# 삼성 갤럭시 A30

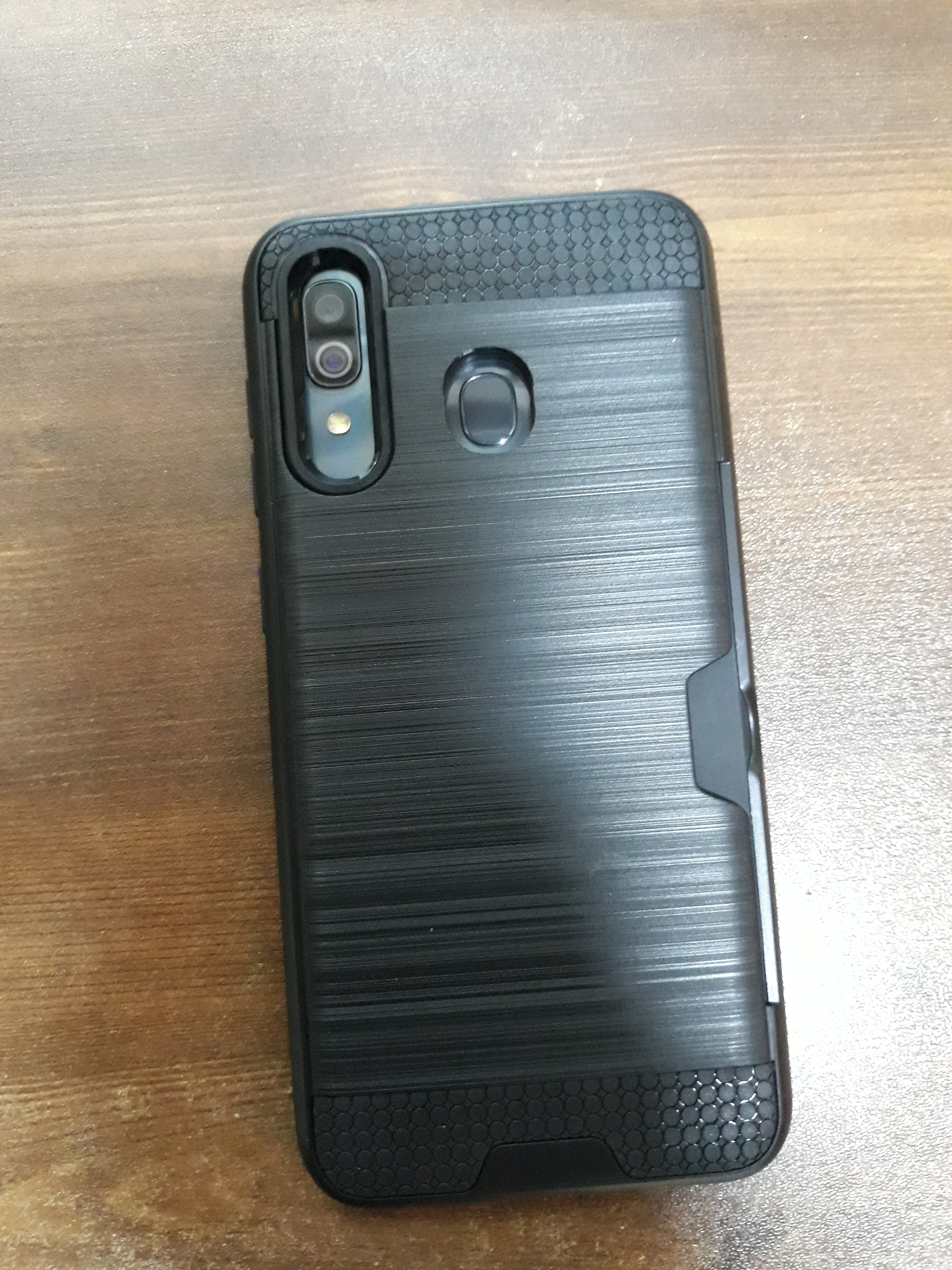
휴대폰 케이스가 장착된 삼성 갤럭시 A30의 후면.

삼성 갤럭시 A30(Samsung Galaxy A30)은 삼성 갤럭시 A 시리즈의 2019년 모델이며, 지문인식, 삼성 페이 등이 탑재된 모델이다.

## 소프트웨어 지원
One UI 1.1 (안드로이드 9)을 기본으로 탑재했으며 One UI 3.1 (안드로이드 11)까지 업데이트되었다.

## 같이 보기
- 삼성 갤럭시
- 삼성 갤럭시 A 시리즈